# N-乙烯基咔唑
N-乙烯基咔唑是一种有机化合物，一般用作合成光电导性聚合物聚N-乙烯基咔唑的单体。N-乙烯基咔唑还可作为静电复印的光感受器。暴露在伽马射线下，它可以发生固态聚合。
N-乙烯基咔唑可以通过咔唑和乙炔在碱性条件下发生乙烯化反应制得。

## 相关化合物
- 咔唑